# Muhammad Hafeez
Muhammad Hafeez (* 1. Oktober 1943) ist ein ehemaliger pakistanischer Radrennfahrer.

## Sportliche Laufbahn
Hafeez war im Bahnradsport aktiv. Er war Teilnehmer der Olympischen Sommerspiele 1964 in Tokio. Im 1000-Meter-Zeitfahren wurde er beim Sieg von Patrick Sercu als 23. klassiert. In der Mannschaftsverfolgung war Pakistan mit Muhammad Ashiq, Lal Bakhsh, Muhammad Hafeez und Muhammad Shafi in der Qualifikation ausgeschieden. Er startete auch im Sprint und scheiterte im Vorlauf an Sergio Bianchetto. Über sein weiteres Leben und sportlichen Erfolge ist nichts bekannt.